# 24A busz (Miskolc)
A miskolci 24A jelzésű autóbuszjárat 2002 és 2006 között közlekedett, a repülőtér és a Búza tér között. A 24-es járat a Repülőtér – Búza tér – Hejő-park, a 24A jelzésű buszok a Repülőtér – Búza tér, a 24B jelzésű buszok a Búza tér – Egyetemváros között közlekedtek.
A járat 6 és 16 óra között közlekedett, csak munkanapokon, általában 20 perces követési időközökkel. 2007. január 1-től összevonták a 24-es járattal.
| 24A (Repülőtér – Búza tér) | 24A (Repülőtér – Búza tér) | 24A (Repülőtér – Búza tér) | 24A (Repülőtér – Búza tér)                                | 24A (Repülőtér – Búza tér)                                                                          |
| Perc (↓)                   | Megállóhely                | Perc (↑)                   | Átszállási kapcsolatok                                    | Intézmények                                                                                         |
| 0                          | Repülőtér                  | 9                          | 8, 12, 14, 18, 20, 24                                     | Repülőtér, Autóbusz-állomás, Szentpéteri kapui temető, OBI Áruház, Robert Bosch Park, nagybani piac |
| 1                          | Szociális Otthon           | 8                          | 12, 14, 18, 20, 24                                        | Őszi Napsugár Otthon, Miskolci Rendészeti Szakközépiskola, TESCO Áruház, Stop Shop                  |
| 3                          | Megyei Kórház              | 6                          | 12, 14, 18, 20, 24                                        | Megyei Kórház, József Attila Könyvtár                                                               |
| 5                          | Kassai utca                | 4                          | 20, 24                                                    | |
| 7                          | Bulcsú utca                | 2                          | 20, 24                                                    | |
| 9                          | Búza tér                   | 0                          | 1, 1A, 2, 3, 3A, 4, 7, 11, 20, 24, 24B, 32, 101, ZS Volán | Búza téri távolsági és helyközi buszállomás, Belváros, Megyei Rendőr-főkapitányság, Miskolc Plaza   |
| -------------------------- | -------------------------- | -------------------------- | --------------------------------------------------------- | --------------------------------------------------------------------------------------------------- |